# Campeonato Europeo de Biatlón de 2012
El XIX Campeonato Europeo de Biatlón se celebró en la localidad de Osrblie (Eslovaquia) entre el 26 de enero y el 2 de febrero de 2012 bajo la organización de la Unión Internacional de Biatlón (IBU) y la Federación Eslovaca de Biatlón.

## Resultados

### Masculino
| Evento                      | Oro                                                                                | Plata                                                                                            | Bronce                                                                                    |
| --------------------------- | ---------------------------------------------------------------------------------- | ------------------------------------------------------------------------------------------------ | ----------------------------------------------------------------------------------------- |
| 10 km velocidad (28.01)     | Alexei Volkov · Rusia · 23:14,2                                                    | Artem Pryma · Ucrania · 23:32,7                                                                  | Serguei Kliachin · Rusia · 23:33,8                                                        |
| 20 km individual (31.01)    | Daniel Böhm · Alemania · 48:20,7                                                   | Artem Pryma · Ucrania · 49:27,4                                                                  | Erik Lesser · Alemania · 50:52,4                                                          |
| 12,5 km persecución (29.01) | Alexei Volkov · Rusia · 31:48,0                                                    | Serhi Semenov · Ucrania · 32:04,2                                                                | Daniel Böhm · Alemania · 32:06,5                                                          |
| Relevos 4 × 7,5 km (02.02)  | Alemania · Daniel Böhm · Matthias Bischl · Johannes Kühn · Erik Lesser · 1:16:54,1 | Noruega · Jan Olav Gjermundshaug · Martin Eng · Dag Erik Kokkin · Henrik L'Abée-Lund · 1:17:04,9 | Rusia · Nikolai Yakushov · Serguei Kliachin · Alexandr Zhirny · Alexei Volkov · 1:17:59,3 |

### Femenino
| Evento                    | Oro                                                                                                | Plata | Bronce                                                                                         |
| ------------------------- | -------------------------------------------------------------------------------------------------- | --- | ---------------------------------------------------------------------------------------------- |
| 7,5 km velocidad (28.01)  | Olena Pidhrushna · Ucrania · 20:23,0                                                               | Valentyna Semerenko · Ucrania · 20:52,4                                                                     | Weronika Nowakowska-Ziemniak · Polonia · 20:58,3                                               |
| 15 km individual (31.01)  | Anastasiya Zagoruiko · Rusia · 42:44,0                                                             | Juliane Döll · Alemania · 43:30,6                                                                           | Carolin Hennecke · Alemania · 43:51,5                                                          |
| 10 km persecución (29.01) | Olena Pidhrushna · Ucrania · 31:28,0                                                               | Valentyna Semerenko · Ucrania · 31:40,4                                                                     | Anastasiya Zagoruiko · Rusia · 31:40,9                                                         |
| Relevos 4 × 6 km (02.02)  | Ucrania · Yuliya Dzhyma · Valentyna Semerenko · Viktoriya Semerenko · Olena Pidhrushna · 1:15:14,3 | Rusia · Anastasiya Zagoruiko · Alexandra Alikina · Yevgueniya Seledtsova · Yekaterina Shumilova · 1:16:32,4 | Alemania · Maren Hammerschmidt · Nadine Horchler · Carolin Hennecke · Juliane Döll · 1:17:07,7 |

## Medallero
| Núm. | País     | Oro | Plata | Bronce | Total |
| ---- | -------- | --- | ----- | ------ | ----- |
| 1    | Ucrania  | 3   | 5     | 0      | 8     |
| 2    | Rusia    | 3   | 1     | 3      | 7     |
| 3    | Alemania | 2   | 1     | 4      | 7     |
| 4    | Noruega  | 0   | 1     | 0      | 1     |
| 5    | Polonia  | 0   | 0     | 1      | 1     |
|      | TOTAL    | 8   | 8     | 8      | 24    |